# Ariel Rebel
Ariel Rebel   (Montreal, 23 de setembre de 1985) és una model de glamour, actriu pornogràfica, dissenyadora web i bloguera gastronòmica francocanadenca. Guanyadora d'un Premi AVN i tres Premis XBIZ.

## Biografia
Va néixer a la ciutat de Mont-real, Canadà, el 23 de setembre de 1985. La llengua materna de Rebel és el francès, però també parla relativament fluid l'anglès, i descendeix en part dels indis d'Amèrica del Nord.
Va estudiar disseny de moda, però va abandonar per seguir la seva carrera com a model eròtica. L'any 2005 comença a modelar a través de la seva pàgina web Arielrebel.com.
El 2008, engegaria una sèrie de 3 números de còmics hentai titulats The Adventures of Ariel Rebel.
Ha participat en pàgines web i revistes com Met Art, AVN magazine, Penthouse magazine, entre d'altres. I sol modelar i realitzar vídeos eròtics de softporn juvenil, en solitari o amb altres dones. La seva primera escena lèsbica però fou l'any 2013 amb el productor francès Marc Dorcel.

### Gastronomia
Segons ella mateixa indica, és una apassionada per la gastronomia. L'any 2012, crea el blog culinari zestyandspicy.com, en funcionament fins al dia d'avui. El blog inclou receptes, dietes i crítiques gastronòmiques de diferents restaurants. A més, regularment participa en altres pàgines culinàries. L'any 2021 actuaria com a "Cat" al programa de cuina Pat le Chef.

## Filmografia
2017:
- Luxure:The Perfect Wife.
- Lustful Widow.
- Curvaceous.

2016:
- Pornochic 27:Superstars.

2015:
- Pour Toi Mon Amour 4.

2013:
- Russian Institute: Holidays at my Parents (Pel·lícula de vídeo).
- Soubrettes Services: Lola, au Plaisir de Monsieur (Pel·lícula de vídeo).
- Pornochic 24: Ariel & Lola (Pel·lícula de vídeo).

2012:
- Pat le Chef (Serie de TV).

2011:
- The Mask of James Henry (Curt) .

## Premis i nominacions de la indústria eròtica
| Any  | Premi         | Categoria                                                    | Resultat    |
| ---- | ------------- | ------------------------------------------------------------ | ----------- |
| 2017 | Premis AVN    | Millor Lloc web de Noia de l'Any.                            |             |
| 2017 | Premis XBIZ   | Estrella Web de l'Any.                                       | Nominada    |
| 2016 | Premis AVN    | Millor Lloc web de Noia de l'Any.                            | Nominada    |
| 2016 | Premis XBIZ   | Estrella Web de l'Any.                                       | Nominada    |
| 2015 | Premis AVN    | Millor Escena de Sexe en una Producció de Tirada Estrangera. | Nominada    |
| 2015 | Premis XBIZ   | Millor Escena - Totes Noies, amb Cayenne Klein.              | Nominada    |
| 2015 | Premis XBIZ   | Estrella Web de l'Any.                                       | Guanyadora  |
| 2014 | Premis XBIZ   | Millor Escena- Totes Noies, amb Anissa Kate.                 |             |
| 2014 | Premis XBIZ   | Estrella Web de l'Any.                                       |             |
| 2012 | Premis AVN    | Millor Lloc web de Noia de l'Any.                            | Guanyadora  |
| 2012 | Miss FreeOnes | Millor Model Adulta.                                         | Guanyadora  |
| 2011 | Premis XBIZ   | Noia Web de l'Any.                                           |             |
| 2011 | Premis YNOT   | Millor Lloc web de Noia.                                     |             |
| 2010 | Premis XBIZ   | Noia Web de l'Any (votació del públic).                      |             |
| 2009 | Premis AVN    | Estrella Web Jove de l'Any.                                  |             |
| 2008 | Premis XBIZ   | Noia Web.                                                    |             |
| 2008 | Premis XBIZ   | Estrella Jove de l'Any.                                      |             |
| 2007 | Premis BAA    | Millor Lloc de Noia.                                         | Guanyadora. |